# Michael Wildt
Michael Wildt (* 13. April 1954 in Essen) ist ein deutscher Historiker. Er war von 2009 bis 2022 Professor für deutsche Geschichte im 20. Jahrhundert mit Schwerpunkt im Nationalsozialismus am Institut für Geschichtswissenschaften der Humboldt-Universität zu Berlin.

## Leben
Wildt wuchs im Essener Stadtteil Rüttenscheid und Bad Pyrmont auf, machte 1972 das Abitur und absolvierte anschließend den Grundwehrdienst. Nach einer Ausbildung zum Buchhändler war er von 1976 bis 1979 Mitarbeiter des Rowohlt-Verlages in Reinbek bei Hamburg. Anschließend studierte er von 1979 bis 1985 Geschichte, Soziologie, Jura, Kulturwissenschaften und Evangelische Theologie an der Universität Hamburg. Er wurde 1991 am Historischen Seminar bei Arnold Sywottek mit der Studie Auf dem Weg in die „Konsumgesellschaft“. Studien über Konsum und Essen in Westdeutschland 1949–1963 promoviert.
Von 1991 bis 1997 war er wissenschaftlicher Mitarbeiter an der Forschungsstelle für die Geschichte des Nationalsozialismus in Hamburg. Ab 1997 war er wissenschaftlicher Mitarbeiter am Hamburger Institut für Sozialforschung (HIS) im Arbeitsbereich „Theorie und Geschichte der Gewalt“.
Mit einer vielbeachteten Studie über das Führungskorps des Reichssicherheitshauptamtes habilitierte sich Wildt 2001 für das Fach Neuere Geschichte an der Universität Hannover, wo er Lehrbeauftragter sowie 2005 und 2006 außerordentlicher Professor war. Im Wintersemester 2001/2002 war er Forschungsmitarbeiter am International Institute for Holocaust Research (Yad Vashem) in Jerusalem. Vom Wintersemester 2006/2007 an lehrte er am Historischen Seminar der Universität Hamburg. Hier wurde er im Februar 2007 zum Professor ernannt. Zum Sommersemester 2009 folgte der Wechsel an die Humboldt-Universität Berlin (Nachfolge von Ludolf Herbst) in das Arbeitsgebiet Deutsche Geschichte im 20. Jahrhundert mit Schwerpunkt Zeit des Nationalsozialismus. Am 17. Februar 2022 hielt er dort seine Abschiedsvorlesung zur Frage Was heißt: Singularität des Holocaust?
Michael Wildt ist Mitherausgeber der Fachzeitschriften WerkstattGeschichte und Historische Anthropologie.

## Wissenschaftliches Wirken
Der Forschungsbereich von Michael Wildt liegt in der Geschichte des 20. Jahrhunderts mit den Schwerpunkten Nationalsozialismus und Antisemitismus, den Ordnungskonzepten und Weltanschauungen.
Seine Studie über das Führungskorps des Reichssicherheitshauptamtes (RSHA) wurde 2002 unter dem Titel Generation des Unbedingten publiziert. Darin beschreibt er unter den Gesichtspunkten „Generation“, „Institution“ und „Krieg“ die intellektuelle Elite aus Reinhard Heydrichs „kämpfender Verwaltung“.

„Ein Amalgam aus konzeptioneller Radikalität, neuen Institutionen und einer auf keine Grenzen stoßenden Machtpraxis im Krieg konnte jenen Prozess der Radikalisierung freisetzen, der im Völkermord mündete.“

Wildt untersucht die Täter sowohl übergreifend als auch mit biografischen Fallstudien wie etwa zu Hans Ehlich, Erwin Schulz oder Martin Sandberger. Das RSHA sei eine „Institution neuen Typs“ gewesen, eine „Institution der Bewegung“, aber vor allem eine „politische Institution“. Wichtig für die Auswahl des Personals war der praktizierte Terror, der sich als Einsatz in vielen Fällen im angeleiteten, aber auch im eigenhändigen Judenmord im Osten, in „völkischer Flurbereinigung“ manifestiert habe – so dass eine Charakterisierung als Schreibtischtäter oder Bürokraten in die Irre führe.
Das nächste Projekt Wildts befasste sich mit der Volksgemeinschaftsideologie und dem Antisemitismus, mit einem Schwerpunkt zur Gewalt gegen Juden in Deutschland zwischen 1930 und 1939. Es untersuchte die Transformation einer bürgerlichen Gesellschaft, die Herstellung der Volksgemeinschaft durch die Praxis der Gewalt. Hierbei stützte Wildt sich auf Berichte der lokalen Stellen des Central-Vereins deutscher Staatsbürger jüdischen Glaubens (1893–1935), die Erinnerungsberichte deutscher Juden, auf Zeitungsberichte sowie auf Gestapo-Unterlagen. Das Projekt mündete in die Monografie Volksgemeinschaft als Selbstermächtigung, die 2007 erschien.
Wildts ab 2007 laufendes, auf drei Jahre angesetztes Forschungsprojekt untersuchte die so genannten Ethnischen Säuberungen. Er untersuchte die gewalttätigen Konflikte in Europa darauf, wo und in welcher Form sich ethnische Morde und Vertreibungen auffinden lassen. Dabei stand die Frage im Zentrum, wie ein „biopolitisches“ Konzept des „Volkes“ zur politischen Dominante im Europa in der ersten Hälfte des 20. Jahrhunderts wurde.
Von 2013 bis 2021 war Wildt Vorsitzender der Historischen Kommission zu Berlin e. V. Bis Oktober 2023 war er Kuratoriumsmitglied der Stiftung Ernst-Reuter-Archiv. Für 2022 wurde ihm der Preis des Historischen Kollegs zugesprochen, der als renommiertester Preis für Historikerinnen und Historiker gilt.

## Schriften

### Bücher und Monografien
- Am Beginn der ‚Konsumgesellschaft‘. Mangelerfahrung, Lebenshaltung, Wohlstandshoffnung in Westdeutschland in den fünfziger Jahren. Ergebnisse-Verlag, Hamburg 1994 (zugl. Diss., Univ. Hamburg, 1991), ISBN 3-87916-022-8.
  - Neuausg. u.d.T.: Vom kleinen Wohlstand. Eine Konsumgeschichte der fünfziger Jahre, Fischer, Frankfurt am Main 1996, ISBN 3-596-13133-2.
- Die Judenpolitik des SD 1935–1938. Eine Dokumentation (= Schriftenreihe der Vierteljahrshefte für Zeitgeschichte, 71), Oldenbourg, München 1995, ISBN 3-486-64571-4.
- Generation des Unbedingten. Das Führungskorps des Reichssicherheitshauptamtes. Hamburger Edition, Hamburg 2002, ISBN 3-930908-75-1 (Inhaltsverzeichnis (Memento vom 27. September 2007 im Internet Archive), PDF; Einleitung (Memento vom 27. September 2007 im Internet Archive), PDF). Unveränd. Neuaufl. als Taschenbuch.
- Volksgemeinschaft als Selbstermächtigung. Gewalt gegen Juden in der deutschen Provinz 1919 bis 1939. Hamburger Edition, Hamburg 2007, ISBN 978-3-936096-74-3.
- Geschichte des Nationalsozialismus. Vandenhoeck & Ruprecht, Göttingen 2008, ISBN 978-3-8252-2914-6.
- mit Katrin Himmler: Himmler privat – Briefe eines Massenmörders, Piper Verlag, München 2014, ISBN 978-3-492-05632-8.
- Volk, Volksgemeinschaft, AfD. Hamburger Edition, Hamburg 2017, ISBN 978-3-86854-309-4.
- Die Ambivalenz des Volkes. Der Nationalsozialismus als Gesellschaftsgeschichte. Suhrkamp, Berlin 2019, ISBN 978-3-518-29880-0.
- Das Reichssicherheitshauptamt. NS-Terror-Zentrale im Zweiten Weltkrieg. Hentrich & Hentrich, Berlin/Leipzig 2019, ISBN 978-3-95565-360-6.
- Zerborstene Zeit. Deutsche Geschichte 1918–1945, Verlag C.H. Beck, München 2022, ISBN 978-3-406-77660-1.
- mit Alexander von Brünneck und Horst Dreier: ad Ernst Fraenkel. Der Doppelstaat, Europäische Verlagsanstalt, Hamburg 2021, ISBN 978-3-86393-113-1.
- (mit Gerhard Paul): Der Nationalsozialismus. Aufstieg – Macht – Niedergang – Nachgeschichte. Bundeszentrale für Politische Bildung, Bonn 2022, ISBN 978-3-8389-7243-5.

### Publikationen als Herausgeber
- mit Susan Neiman: Historiker streiten. Gewalt und Holocaust – die Debatte. Der neue Streit über die Wurzeln des Holocaust und die Gewalt im 20. Jahrhundert. Propyläen, Berlin 2022, ISBN 978-3-549-10050-9.
- mit Ulrike Jureit: Generationen. Zur Relevanz eines wissenschaftlichen Grundbegriffs. Hamburger Edition, Hamburg 2005, ISBN 978-3-936096-58-3.
- Nachrichtendienst, politische Elite, Mordeinheit. Der Sicherheitsdienst des Reichsführers SS. Hamburger Edition, Hamburg 2003, ISBN 3-930908-84-0.
- mit Peter Witte, Martina Voigt, Dieter Pohl, Peter Klein, Christian Gerlach, Christoph Dieckmann und Andrej Angrick: Der Dienstkalender Heinrich Himmlers 1941/42. Hamburger Edition, Hamburg 1999, ISBN 3-7672-1329-X.
- mit Christa Fladhammer: Max Brauer im Exil. Briefe und Reden 1933–1946. Christians, Hamburg 1994, ISBN 3-7672-1219-6.
- mit Tatjana Tönsmeyer und Jan-Holger Kirsch: Zeithistorische Forschungen. Band 5, 2008, Heft 3: NS-Forschung nach 1989/90 (online).
- mit Annette Vowinckel: Zeithistorische Forschungen. Band 12, 2015, Heft 2: Fotografie in Diktaturen (online).